# رود وایکاتو
رود وایکاتو رودی داخلی در کشور نیوزیلند است.

## مسیر
این رود با طول ۴۲۵ کیلومتر (۲۶۴ مایل) طویل‌ترین رود نیوزیلند است. بعد از گذر از میانه دریاچه تائوپو، شهر همیلتون را به دو نیم تقسیم می‌کند. این رود نهایتاً به دریای تاسمان می‌ریزد.

## مآخذ
وایکاتو لغتی مائوری به معنای آب جاری است.